# Teletest

Logo TELETEST

Der Teletest (eigene Schreibweise: TELETEST) ist die Studie zur Messung der Reichweiten von Fernsehen in Österreich. Auftraggeber ist die Arbeitsgemeinschaft Teletest, ein Verein, dem der ORF, Seven One Media Austria (Vermarkter der ProSiebenSat.1-Gruppe), IP Österreich (Vermarkter der RTL Gruppe), ATV, der Vermarkter Goldbach Austria und ServusTV angehören. Mit der Durchführung ist die GfK Austria (TV-Panel) und TV-Insight (HbbTV) beauftragt.
Ab September 2024 startet das Projekt TELETEST 2.0. Dabei werden die Daten aus dem TELETEST-Panel der GfK bei TV-Insight (TVI) mit den Return Path Data von über 1,1 Millionen mit dem Internet verbundener HbbTVs in Österreich zusammengeführt, wodurch Schwankungen in kleineren Zielgruppen und damit sogenannte „Nuller-Reichweiten“ deutlich reduziert werden können.

## GfK

### TV-Panel
Das Teletest-Panel besteht aus 1.670 österreichischen Test-Haushalten (Stand 2022). Diese Haushalte, in welchen 3.571 Personen leben, repräsentieren eine Grundgesamtheit von 3.872.000 TV-Haushalten. Davon sind ca. 3.247 Personen älter als 12 Jahre (Erwachsene), die repräsentativ für die 7.546.000 Österreicher in Haushalten mit Fernsehgerät stehen und 324 Kindern von 3 bis 11 Jahren, die repräsentativ für die 748.500 österreichischen Kinder in TV-Haushalten sind.
Die elektronische Messung von Reichweiten und Beurteilungen empfangbarer Fernsehsender wurde in Österreich 1991 vom ORF eingeführt. Seit Anfang 2007 ist die AGTT der Auftraggeber. In der Zeit von 1981 bis 1990 wurde die Fernsehnutzung kontinuierlich mittels Tagebuch erhoben (Kontinuierlicher Infratest KIT), davor mit face-to-face-Interviews in zwei bis drei Befragungswellen pro Jahr.
Anfang der 2010er Jahre wurde Panel, elektronische Messung und Auswertungssoftware (Evogenius Reporting und Evogenius Advertising der GfK) weiter ausgebaut. Ab 2010 wird im TELETEST auch die zeitversetzte Fernsehnutzung der auf die Ausstrahlung folgenden Woche über HDD in die Quoten-Auswertung einbezogen. Voraussetzung dafür war die Einführung des Messgeräts TC-Score, bei dem die Funktionalität eines TV-Geräts vom Messgerät übernommen wurde (Substitution). Am Tag nach der Ausstrahlung enthalten die zur Verfügung stehenden Reichweiten sowohl die lineare Fernsehnutzung als auch die geringfügig zeitversetzte Nutzung (VOSDAL = video on same day as live). Die endgültigen Quoten beinhalten die Daten der linearen TV-Nutzung (in „Echt-Zeit“) plus VOSDAL plus die Nutzung von Aufzeichnungen von weiteren sechs Tagen. Diese Festlegung erfolgte auf Basis der internationalen Erfahrungen, wo sich zeigte, dass fast die gesamte zeitversetzte Nutzung innerhalb der ersten Woche nach Ausstrahlung stattfindet.
Die Panelrotation beträgt im Schnitt rund 15 % bis 20 % pro Jahr d. h. jedes Jahr wird ein Sechstel bis ein Fünftel der Testhaushalte ausgetauscht. Diese werden von der GfK mit Hilfe von Repräsentativumfragen rekrutiert.
Die Stichprobe ist disproportional nach Bundesländern angelegt, um die Ergebnisse auch für kleinere Bundesländer zuverlässig auswertbar zu machen.

### Establishment-Survey
Weiters verlängerte die AGTT den Vertrag mit IFES über die repräsentative Befragung von Haushalten. Diese Studie dient zur Steuerung und Kontrolle des Panels, wobei die fernsehtechnische Ausstattung der Haushalte durch den Besuch der Interviewer direkt ermittelt wird. Ebenso weitergeführt wird die Zusammenarbeit mit dem Heidelberger Institut Sinus Sociovision, das mehrheitlich im Besitz des österreichischen Integral-Instituts ist. Damit ist es möglich, Teletest-Auswertung nach der Sinus Milieus Zielgruppen-Darstellung zu machen, wobei neben der üblichen Einteilung in Altersstufen auch nach Einstellungen und Werthaltungen gruppiert werden kann.

### Messgerät

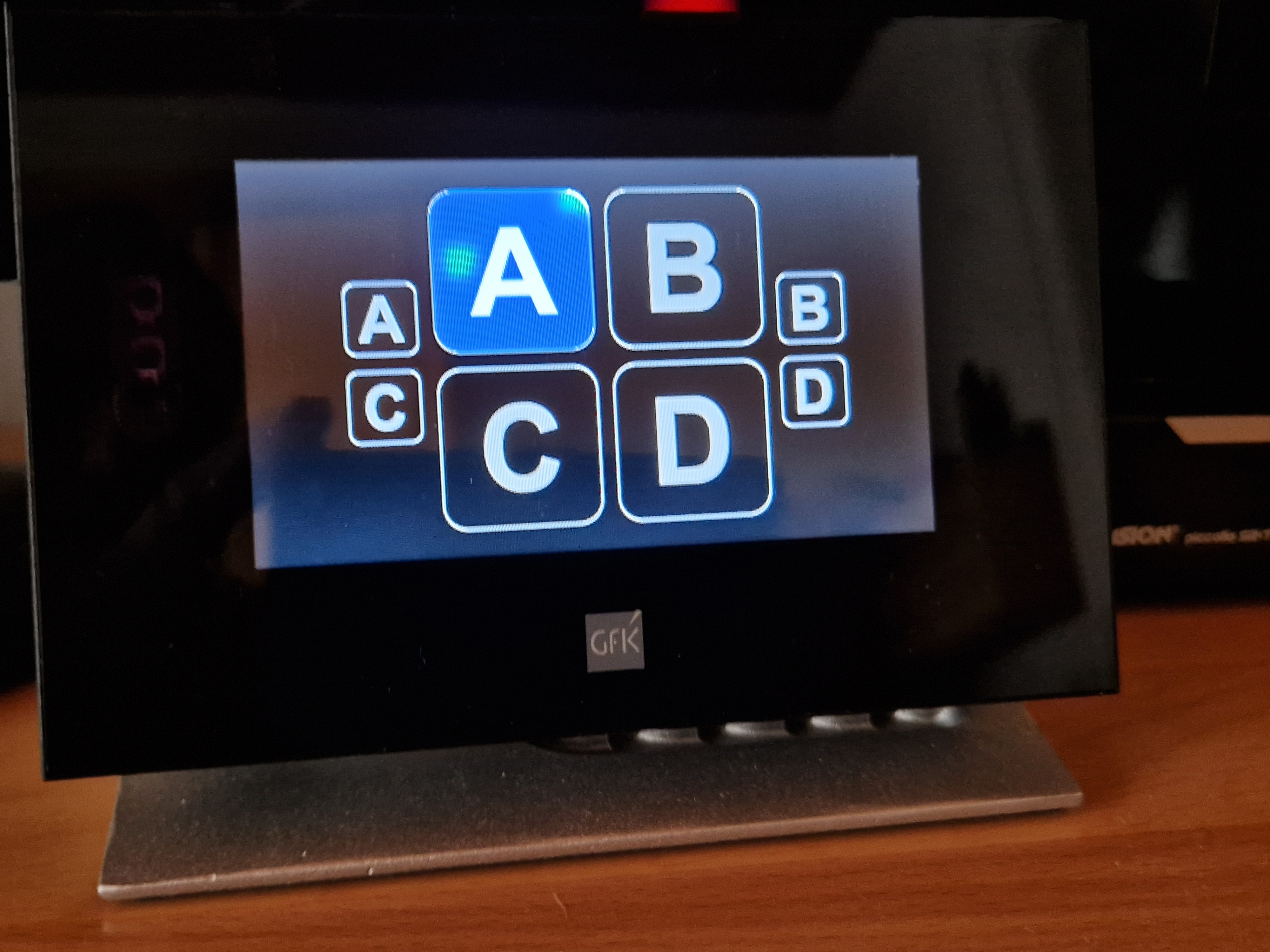
Messgerät für Teletest mit einem angemeldeten Seher A

Das Messgerät besteht aus einer Bildschirmeinheit (Diagonale 18 cm), die über einen Audiokonverter an einem digitalen Tonausgang (optischer oder koaxialer Anschluss) des Fernsehgerätes bzw. Receivers angeschlossen wird. Die Steuerung erfolgt über eine eigene Fernbedienung, die Datenübertragung mittels Mobilfunk. Jeder Person im Haushalt ist ein Buchstabe (A, B, C …) zugeordnet. Nimmt eine Person vor dem Fernsehgerät Platz, muss sie sich mit ihrem Buchstaben am Messgerät registrieren (Druck des Buchstabens auf der Fernbedienung). Auf die gleiche Weise muss sich beim Verlassen auch wieder abgemeldet werden. Am Bildschirm des Gerätes sind die Buchstaben der aktiven Seher ersichtlich. Der aktuell gesehene Sender wird anhand der digitalen Senderkennung im Tonsignal erkannt. Gegen Ende der Sendung hat jeder einzelne die Möglichkeit, eine Bewertung mit Noten von 1 bis 6 zu vergeben. Gäste können mittels eigener Gastanmeldung ebenfalls erfasst werden. Jedes Fernsehgerät im Haushalt erhält ein separates eigens programmiertes Messgerät, das per Post zugesandt wird und selbst installiert werden kann. Dem Testhaushalt steht eine Hotline zur Verfügung, bei der technische Probleme aber auch längere Abwesenheiten gemeldet werden. In der Nacht werden die Messergebnisse und Bewertungen übertragen. Ergänzt werden die Messungen durch Befragungen. Die Teilnehmer erhalten Aufwands- und Stromkostenentschädigungen abhängig von der Anzahl der Geräte und Personen.

## Online-Videomessung
Seit Ende 2016 veröffentlicht die AGTT Daten aus der Online-Videomessung. Die Messmethode basiert auf zwei Säulen. Zum einen gibt es für jeden teilnehmenden Publisher eine standardisierte, zentrale, serverseitige Zensus-Messung der Abrufe der einzelnen Mediatheken. Dazu müssen die einzelnen Player (z. B. HTML5- oder HbbTV-Player, TV-APPs oder APPs für iOS und Android) mit einem Messcode versehen werden. Weiters gibt es eine Erhebung im Online-Panel der GfK. Die erste Säule liefert durch die Vollerhebung exakte Daten zur Zahl der Abrufe sowie zur Nutzungszeit. Von der zweiten Säule kommen soziodemografische Daten sowie Daten zu Überschneidungen. Neben den bisher üblichen Bruttoviews werden für Videos auch Durchschnittsreichweiten ausgewiesen. Diese ergeben sich aus der Nutzungszeit und sind damit unmittelbar mit den Durchschnittsreichweiten von TV-Sendungen vergleichbar. Durch diese Ausweisung von zwei Kennzahlen ist ein Brückenschlag sowohl in die Online- als auch in die TV-Welt möglich. Diese Logik gilt auch für die monatlichen Gesamt-Nutzungszahlen. Dort werden die Nutzungszeit, die Bruttoviews und die im Online-Bereich üblichen „Visits“ (bei der AGTT genannt „Nettoviews“) ausgewiesen. Durch die geplante Fusion dieser Daten mit dem TELETEST-Panel entsteht im Endausbau eine einheitliche „Währung“, in der (Broadcast-)TV- und Online-Reichweiten von Fernsehprogrammen zu einer Gesamtreichweite zusammengefasst werden können.

## TELETEST-Daten-Veröffentlichungen
Aufgrund der hohen Erhebungskosten werden nur wenige TELETEST-Daten unentgeltlich zur Verfügung gestellt. Grundsätzlich sind die Daten den zahlenden Mitgliedern, Lizenzsendern sowie Werbungtreibenden und Media-Agenturen vorbehalten. Neben der AGTT selbst veröffentlichen einige Mitglieder auf ihren Webseiten und Telextangeboten Quotendaten ihrer TV-Sender.
| Institution                     | Links zu veröffentlichten Daten |
| ------------------------------- | --- |
| AGTT                            | TV Hitlisten täglich für die Zielgruppe Personen älter als 12 Jahre, Durchschnittsreichweite DRW in Tausend für die Sender ORF eins, ORF 2, ATV, Puls 4, ServusTV, ATV2, ProSieben (A+D), Sat.1 (A+D), Kabel eins (A+D), Sixx (A+D), Sat.1 Gold (A+D), ProSieben Maxx (A+D), kabel eins Doku (A+D), RTL (A+D), RTL II (A+D), Super RTL (A+D), VOX (A+D), Nitro (A+D), Comedy Central (A+D), DMAX (A+D), N24 (A+D), Nickelodeon (A+D), ARD (Das Erste), ZDF, 3sat; TOP 3 gestern ; TOP 3 vorgestern ; TOP 3 vorvorgestern ; TOP 5 wöchentlich ; TV MA Sender monatlich ; TV MA Sender 2016 sowie Online Bewegtbild mit TOP 10 AGTT Streaming nach Sendern mit Durchschnittsreichweite und Bruttoviews aus Österreich. |
| ATV                             | TOP-Liste (~ 15 Sendungen) für die Zielgruppen 12+ DRW bzw. Marktanteil (MA) in % für 12–49 Jahre. |
| Goldbach Media                  | [siehe AGTT] |
| IP Austria                      | TOP 10 täglich, mit DRW E 12+ in Tsd. u. MA % für die Zielgruppen E 12-49 / E 18-59 / E 18-39 für die Sender RTL (A+D), VOX (A+D), SUPER RTL (A+D), NITRO (A+D) und RTL II (A+D). |
| ORF/ORF-Enterprise              | ORF-Medienforschung: Sendungen ORF eins + ORF 2 12+ DRW % / Tausend / MA % TOP 5 ORF1 / ORF2 / 3sat mit MA / DRW Tsd. + Tagesreichweite in % / Tsd. Sender ORF1+2 / ORF1 / ORF2 / 3sat TOP 10 ORF1+2 / ORF Top 10: die reichweitenstärksten ORF-Sendungen; ORF-Teletext (auch via Web): (12+ DRW % / MA % / Tsd.) auf Seite 376: ORF eins gestern, Seite 377: ORF 2 gestern, Seite 378: ORF eins vorgestern und zwei weitere Tage zurück, Seite 379: ORF 2 vorgestern und zwei weitere Tage zurück. |
| ServusTV                        | [siehe AGTT] |
| SevenOne Media Austria (P7S1P4) | TOP 3 mit 12-49 DRW Tsd. / MA % für die Sender Puls 4, ATV, ATV2, ProSieben Austria, Sat.1 Österreich, Kabel eins Austria, Sixx Austria, ProSieben MAXX Austria und SAT.1 Gold Österreich. |